# Nilai
Nilai – miasto w Malezji, w stanie Negeri Sembilan. W 2000 roku liczyło 31 468 mieszkańców.